# Sławko Szydłowiecki
Sławko Szydłowiecki z Odrowążów, zwany również Sławoszem z Szydłowca (ur. II połowa XIV wieku, zm. ok. 1433) – polski możnowładca, protoplasta rodu Szydłowieckich, rycerz herbu Odrowąż, dziedzic Szydłowca.

## Rodzina i funkcje
Sławosz był bratem Jakuba Szydłowieckiego i Małgorzaty, żony Piotra z Tułowic. Sławek był najprawdopodobniej duchownym katolickim.
Sławko zamieszkiwał najprawdopodobniej dwór znajdujący się na placu św. Ducha, czyli w miejscu, na którym w 1528 roku Mikołaj Szydłowiecki ufundował kościół i szpital św. Ducha. W latach 1412–1423 był opiekunem grodu swojego brata – Jakuba.

## Działalność

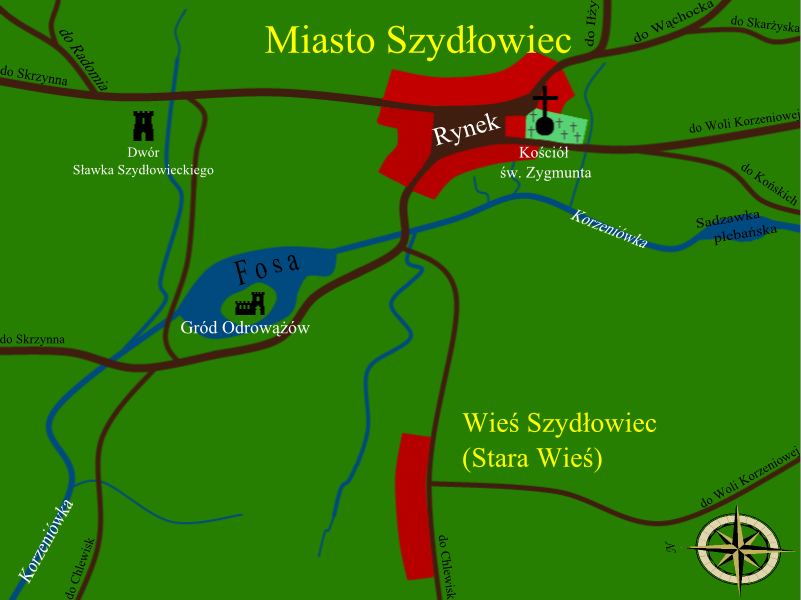
Plan Szydłowca z czasów Sławka

Najprawdopodobniej pierwszymi Odrowążami, używającymi nazwiska „Szydłowiecki”, byli bracia Jakub i Sławko. Wymienieni zostali po raz pierwszy w dokumencie z 1 stycznia 1401 jako „Bracia i Dziedzice z Szydłowca”.
Sławko, wraz z bratem fundują parafię i wznoszą drewniany kościół pod wezwaniem św. Zygmunta w 1401 roku. Uposażyli ufundowany przez siebie kościół parafialny czterema łanami roli, sadzawką rybną, łąką, lasem z barciami, dwiema karczmami oraz dziesięcinami.
Do 1412 i od 1423 roku Szydłowcem zarządzali wspólnie bracia Jakub i Sławko. W latach 1412–1423 Sławko samotnie zarządzał miastem z przyległościami.
W roku 1413 bracia odkupili od swojej siostry, Małgorzaty, żony Piotra z Tułkowic, dziedziczną część Szydłowca.
Dnia 8 lutego 1427 roku Jakub i Sławko określają prawa i powinności mieszczan szydłowieckich. Mieszczanie mieli płacić na rzecz właścicieli miasta po groszu od domu, tyle samo od warzenia i szynowania piwa. Od każdego ogrodu mieli płacić po 2 grosze, a rzemieślnicy musieli dawać po groszu od warsztatu, natomiast sukiennicy od folowania i ram sukiennych. Mieszczanie mieli obowiązek płacić dziedzicom 6 denarów od każdej grzywny szosu oraz stawiać konia wartości 3 grzywien w razie wojny. W zamian za to otrzymali las Karwa leżący za sadzawką plebańską oraz dąbrowę i inne nieużytki na pastwisko. Zezwolono im także na wybór dwóch rajców, dalszych dwóch wyznaczali bowiem właściciele miasta.

## Genealogia
|  |  |  |  |  |  |  |  |  |  |                    |                    |                    |                    |                    |                    |  |  | N Odrowąż          |                    |                    |                    |                    |                    |  |  |                     |                     |                     |                     |                     |                     |  |  |  |  |  |  |  |  |  |  |  |  |
|  |  |  |  |  |  |  |  |  |  |                    |                    |                    |                    |                    |                    |  |  |                    |                    |                    |                    |                    |                    |  |  |                     |                     |                     |                     |                     |                     |  |  |  |  |  |  |  |  |  |  |  |  |
|  |  |  |  |  |  |  |  |  |  |                    |                    |                    |                    |                    |                    |  |  |                    |                    |                    |                    |                    |                    |  |  |                     |                     |                     |                     |                     |                     |  |  |  |  |  |  |  |  |  |  |  |  |
|  |  |  |  |  |  |  |  |  |  | Jakub Szydłowiecki | Jakub Szydłowiecki | Jakub Szydłowiecki | Jakub Szydłowiecki | Jakub Szydłowiecki | Jakub Szydłowiecki |  |  | Małgorzata Odrowąż | Małgorzata Odrowąż | Małgorzata Odrowąż | Małgorzata Odrowąż | Małgorzata Odrowąż | Małgorzata Odrowąż |  |  | Sławko Szydłowiecki | Sławko Szydłowiecki | Sławko Szydłowiecki | Sławko Szydłowiecki | Sławko Szydłowiecki | Sławko Szydłowiecki |  |  |  |  |  |  |  |  |  |  |  |  |